# Музей национального пробуждения (Джакарта)
Музей национального пробуждения (индон. Museum Kebangkitan Nasional) — музей истории, который находится в Джакарте, Индонезия. Музей посвящён истории национального возрождения Индонезии.

## История

### Здание
Здание музея строилось с 1899 по 1901. В марте 1902 года было официальное открытие этого здания под названием STOVIA (нидерл. School Tot Opleiding Van Inlandsche Artsen), где разместилась колониальная медицинская школа для яванского и других коренных народов. Студенты были обязаны жить в общежитии до окончания 10-летнего обучения.
В 1920 году из-за увеличения количества студентов, обучение стали проводить в новом здании, ныне медицинский факультет Университета Индонезии. Затем сооружение было использовано в качестве школы MULO (эквивалент средней школы), AMS (эквивалент старшей школы), и как школа помощников фармацевта.

Во время японской оккупации здание использовали для удержания голландских военнопленных. После провозглашения независимости Индонезии, дом использовался в качестве временного проживания для KNIL и их семей.

### Музей
В связи с тем, что здание было приурочено к созданию Буди Утомо 20 мая 1908 года, дата образования которой официально признана Днём Национального пробуждения с 1948 года, сооружение было восстановлено правительством Джакарты в апреле 1973 г. Здание получило статус объекта национального наследия 20 мая 1974 год под названием «Здание Национального пробуждения»(индон. Gedung Kebangkitan Nasional). Проживавшие в здании жители были переселены в область Сенкеренг.

Изначально здание было разделено на 4 музея: Музей Буди Утомо; Музей Женщин; Музей Прессы и Музей Здоровья и Медицины.
7 февраля 1984 года музеи были объединены в Музей Национального Пробуждения.

## Коллекция
В музее собрано 2042 элемента, связанных с историей Индонезии включая оригинальную школьную мебель, медицинские инструменты, медицинские костюмы, оружие, фотографии, картины, скульптуры, диорамы, миниатюры, наброски и карты.
Музей разделен на 4 тематических выставочных зала: «Зал ранней революции», «Зал национального самосознания», «Зал революции» и «Зал памяти Буди Утомо»